# Surveilled
Surveilled és una pel·lícula documental de 2024, dirigida per Matthew O'Neill i Perri Peltz, i presentada pel periodista Ronan Farrow, sobre l'espionatge contra l'independentisme català. La preestrena es va fer al DOC NYC de 2024 i la difusió a través de la plataforma de distribució Max de Warner Bros. Discovery el 20 de novembre del mateix any. En una entrevista al programa The Lead de la CNN, presentat per Jake Tapper, Farrow va promocionar la pel·lícula denunciant l'amenaça que suposa per a tots els públics l'existència de programes d'espionatge com Pegasus i va definir l'operació espanyola contra l'independentisme català com una mostra «d'una democràcia que s'ensorra».

## Mireu també
- Independentisme català
- Catalangate